# Montfaucon, Aisne

Montfaucon este o comună în departamentul Aisne din nordul Franței. În 1 ianuarie 2022 avea o populație de 208 de locuitori.